# Terrorhawk
| Đánh giá chuyên môn | Đánh giá chuyên môn |
| Nguồn đánh giá      | Nguồn đánh giá      |
| Nguồn               | Đánh giá            |
| ------------------- | ------------------- |
| AbsolutePunk.net    | 85%                 |
| Allmusic            | [ 1 ]               |
| Alternative Press   | [ 3 ]               |
| Pitchfork Media     | (7.7/10)            |
| Sputnikmusic        | [ 5 ]               |

Terrorhawk là album phòng thu thứ hai và cuối cùng của ban nhạc post-hardcore Bear vs. Shark, phát hành năm 2005 bởi Equal Vision Records. The Clash, Black Sabbath, và Hüsker Dü được ban nhạc liệt kê là nguồi ảnh hưởng lên album này. Terrorhawk được sáng tác trong một cabin tại bán đảo Thượng Michigan.
Một video âm nhạc cho "Catamaran" được ra mắt tháng 2 năm 2006, gồm những đoạn clip quay hình các buổi diễn vào tháng 8-9 năm 2005.

## Danh sách ca khúc
Tất cả các track được sáng tác bởi Bear vs. Shark.
1. "Catamaran" – 2:55
2. "5, 6 Kids" – 3:49
3. "Six Bar Phrase Hey Hey" – 0:28
4. "The Great Dinosaurs With Fifties Section" – 3:13
5. "Baraga Embankment" – 3:07
6. "Entrance of the Elected" – 3:07
7. "Seven Stop Hold Restart" – 2:43
8. "What a Horrible Night for a Curse" – 3:51
9. "Out Loud Hey Hey" – 1:38
10. "India Foot" – 0:25
11. "Antwan" – 2:45
12. "I Fucked Your Dad" – 3:31
13. "Heard Iron Bug, "They're Coming to Town"" – 2:39
14. "Song About Old Roller Coaster" – 6:02
15. "Rich People Say Fuck Yeah Hey Hey" – 3:45

## Thành phần tham gia
- Dana Collie – saxophone
- John Gaviglio – guitar, guitar bass và hát
- Ashley Horak – trống
- Derek Kiesgen – guitar và guitar bass
- Mike Muldoon – guitar, guitar bass và keyboard
- Marc Paffi – bìa đĩa, hát, guitar và keyboard